# Veerle Heeren
Veerle Gaston Maria Heeren, née le 27 mars 1965 à Hasselt est une femme politique belge flamande, membre du CD&V.
Elle est licenciée en droit (VUB), agrégée de l'enseignement moyen supérieur et titulaire d'une maîtrise en droit international et comparé.

## Fonctions politiques
- Conseillère communale à Saint-Trond
- Bourgmestre de Saint-Trond (2013-)
- Députée au Parlement flamand du 13 juin 1995 au 2 janvier 2009 et du 2009 au 2014
- Ministre flamande du Bien-être, de la Santé et de la Famille du 2 janvier au 6 juin 2009.
- Députée fédérale depuis 25 mai 2014

## Décoration
- Grand officier de l'ordre de Léopold (2019)[1]. Chevalier en 2004.